# Google+
Google+ è stato un social network gratuito creato da Google nel 2011. Il 2 aprile 2019 è stato chiuso al pubblico e dal 6 luglio 2020 non è più disponibile per i clienti G Suite.

## Storia
Il servizio è stato lanciato il 28 giugno 2011, in fase test e solo su invito. Il giorno seguente, gli utenti esistenti sono stati autorizzati a invitare gli amici al servizio per creare il proprio account, ma questo è stato rapidamente sospeso il giorno successivo a causa delle eccessive richieste. L'11 agosto 2011 viene annunciato il lancio dei social games. Il 20 settembre 2011 aprì la beta pubblica, le iscrizioni diventarono quindi libere e non fu più necessario l'invito.

## Caratteristiche
Google+ includeva importanti novità rispetto ad altre reti sociali più affermate, introducendo nuovi contenuti multimediali; infatti offriva la possibilità di avviare sessioni audio e video, tramite ad esempio i "videoritrovi" (chiamati hangouts), stanze virtuali dove era possibile condividere video e parlare allo stesso tempo con tutti i componenti presenti all'interno, tramite microfono e webcam. Sempre tramite la chat gli utenti avevano la possibilità di scambiarsi file.
Google+ presentava delle varianti e delle nuove funzionalità che lo contraddistinguevano da altri social network. Il sistema dei contatti era organizzato e suddiviso in "cerchie" ("circles") liberamente creabili e modificabili dall'utente. In modo predefinito erano già presenti cerchie denominate "amici", "conoscenti", "lavoro", "famiglia", "persone che seguo". Tale sistema mirava a realizzare un buon livello di privacy.
Agendo sulle impostazioni era quindi possibile limitare la diffusione dei dati personali, di qualsiasi notizia o pubblicazione, alle varie cerchie.
Un'altra importante funzione di Google+, detta "Spunti" ("Sparks"), permetteva di creare dei feed semplicemente dopo aver inserito in un box l'argomento interessato. Si creava un flusso di contenuti inerenti all'argomento scelto, che erano poi condivisibili con i nostri amici.
Google+, come Facebook e Twitter, disponeva di un sistema di identificazione delle persone famose, visibile tramite un'icona con un visto accanto al nome del profilo.
L'interfaccia di Google+ era di semplice utilizzo e permetteva anche ai meno esperti di avere un buon controllo del proprio profilo e quindi anche delle persone che potevano accedervi e/o mettersi in contatto con l'utente.

## Controversie

L'icona di Google+ utilizzata dal 2015 fino alla chiusura

### Controversie sulle informazioni richieste
L'adesione al servizio richiedeva obbligatoriamente l'uso dei propri dati anagrafici reali e l'indicazione del genere. Quest'ultimo dato all'avvio del servizio stesso è stato condiviso come informazione pubblica ed è impossibile evitare che chi conosca un indirizzo email possa risalirne al profilo, e quindi ai dati anagrafici.

### Nymwar
Nymwar è il nome dato ai conflitti sulle politiche che obbligano gli utenti del servizio internet di identificarsi con nomi reali. Nel luglio 2011 al momento delle iscrizioni alla versione di test del social networking di Google+, è stata applicata una politica di sospensione degli account degli utenti ritenuti in violazione. Pseudonimi, soprannomi e nomi reali non-standard (ad esempio, omonimi o nomi che includono caratteri da più grafie linguistiche) sono stati tutti bloccati. Il termine è stato coniato da "pseudonimo" e hanno assunto un certo rilievo gli hashtag "#nymwars" su Twitter.
Google ha sospeso degli account ritenuti colpevoli di non usare il proprio nome reale. Google, tramite Bradley Horowitz afferma che la violazione dei termini del servizio dovrebbe riflettere solo il servizio per il quale i termini stessi sono stati violati, non gli altri servizi forniti da Google. Tuttavia, in almeno un caso si è verificato il blocco dell'intero account, inibendo temporaneamente l'utilizzo degli altri servizi di Google o è stato richiesto di autenticarsi inserendo un numero di cellulare su cui sarebbe stato inviato un codice di sblocco.

### Rischio sui dati degli utenti e chiusura della parteconsumer
Nell'ottobre del 2018 è stato reso noto che nel marzo precedente era stato scoperto un problema riguardante il sistema di custodia dei dati che avrebbe messo a rischio la segretezza dei dati di 500.000 utenti. Il problema era stato risolto nello stesso mese ma non era stata resa nota la notizia immediatamente. Probabilmente anche a causa di questo, Google ha previsto la chiusura del social network nella parte consumer ad agosto 2019 mentre la parte enterprise (G Suite) si è evoluto in Google Workspace ed è ancora in attività.
Il 10 dicembre 2018 Google ha reso noto di aver anticipato la chiusura ad aprile 2019 a seguito di un'ulteriore vulnerabilità delle API scoperta a novembre che ha interessato 52,5 milioni di utenti.

## Dati statistici

### 2011
Il 14 luglio 2011, dopo solo due settimane dal lancio, Larry Page annuncia il superamento di quota 10 milioni di utenti registrati.
Il 13 agosto 2011, dopo 43 giorni dal lancio, vengono stimati più di 25 milioni di utenti.
Il 29 settembre 2011 vengono raggiunti i 50 milioni di utenti. Il 27 dicembre dello stesso anno vengono superati i 62 milioni di iscritti.

### 2012
Il 19 gennaio 2012 vengono raggiunti i 90 milioni di iscritti. Il primo febbraio secondo i dati raccolti da Paul Allen il social network avrebbe raggiunto i 100 milioni di iscritti. L'11 aprile 2012 vengono raggiunti i 170 milioni di utenti e contemporaneamente all'annuncio viene rinnovata la grafica del sito. Il 27 giugno 2012, a un anno dal lancio, vengono superati i 250 milioni di iscritti, mentre nel mese di settembre 2012 vengono raggiunti i 400 milioni di iscritti.Il 6 dicembre 2012 Google annuncia che il social network ha raggiunto la quota di 500 milioni di iscritti, dei quali 135 milioni sono utenti attivi.

### 2013
A settembre 2013 Google+ conta più di 1 miliardo e 13 milioni di utenti iscritti, contro 1 miliardo e 14 milioni di utenti iscritti su Facebook.

### 2015
A novembre 2015 Google+ conta più di 2 miliardi e 800 milioni di utenti iscritti, con 2 milioni di community sul social network.

### 2016
A maggio 2016 Google+ conta più di 3 miliardi di utenti iscritti, con più di 3 milioni di community create.

### 2019
A causa dello scarso utilizzo e di problemi di sicurezza, il 2 aprile 2019 la versione consumer di Google+ è stata chiusa; il servizio è rimasto attivo per i clienti G Suite.

### 2020
Tutti gli utenti G Suite vengono gradualmente migrati a Google Currents: viene sancita così la chiusura definitiva di Google+.